# Bronislao
Bronislao  è un nome proprio di persona italiano maschile.

## Varianti in altre lingue
- Bielorusso: Браніслаў (Branislaŭ)
- Ceco: Branislav[2], Bronislav[2]
  - Femminili: Branislava[3], Bronislava[3]
- Croato: Branislav[2]
- Italiano: Bronislao
- Latino: Bronislaus
- Lituano: Bronislovas[2]
  - Ipocoristici: Bronius[2]

- Macedone: Бранислав (Branislav)[2]
- Polacco: Bronisław[2]
  - Femminili: Bronisława[3]
- Russo: Бронислав (Bronislav)[2]
  - Femminili: Бронислава (Bronislava)[3]
- Serbo: Бранислав  (Branislav)[2]
  - Femminili: Бранислава (Branislava)[3]

- Slovacco: Branislav[2], Bronislav[2]
  - Femminili: Branislava[3], Bronislava[3]
- Sloveno: Branislav[2]
  - Femminili: Branislava[3]
- Ucraino: Броніслав (Bronislav)
  - Femminili: Броніслава (Bronislava)

## Origine e diffusione
Nome di scarsa diffusione in italiano, risale alle radici slave bron (o bronja, "protezione", "armatura") e slav ("gloria").
In molte lingue slave viene abbreviato in Branko, un ipocoristico che è condiviso con il nome Branimir.

## Onomastico
L'onomastico si può festeggiare in memoria di uno qualsiasi dei tre beati che portano questo nome, ovvero:
- 30 gennaio, beato Bronisław Markiewicz, sacerdote[5]
- 29 agosto, beata Bronislava di Kamień, religiosa ed eremita[6]
- 27 novembre, beato Bronislao Kostkowski, seminarista e martire a Dachau sotto i nazisti[7]

Un onomastico laico è fissato al 10 marzo in Slovacchia.

## Persone

### Variante Bronisław

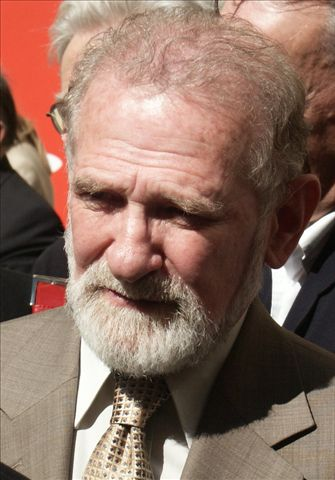
Bronisław Geremek

- Bronisław Geremek, politico, storico e saggista polacco
- Bronisław Komorowski, politico polacco
- Bronisław Malinowski, antropologo polacco
- Bronisław Malinowski, atleta polacco
- Bronisław Markiewicz, religioso e sacerdote polacco
- Bronisław Trentowski, filosofo polacco

### Variante Branislav
- Branislav Đekić, cestista serbo

Branislav Nušić

- Branislav Hrnjiček, calciatore jugoslavo
- Branislav Ivanović, calciatore serbo
- Branislav Jovanović, calciatore serbo
- Branislav Krunić, calciatore bosniaco
- Branislav Labant, calciatore slovacco
- Branislav Miličević, calciatore serbo
- Branislav Nušić, romanziere, commediografo e autore satirico serbo
- Branislav Prelević, cestista jugoslavo
- Branislav Sekulić, calciatore e allenatore di calcio jugoslavo
- Branislav Vukosavljević, calciatore e allenatore di calcio jugoslavo

### Altre varianti maschili

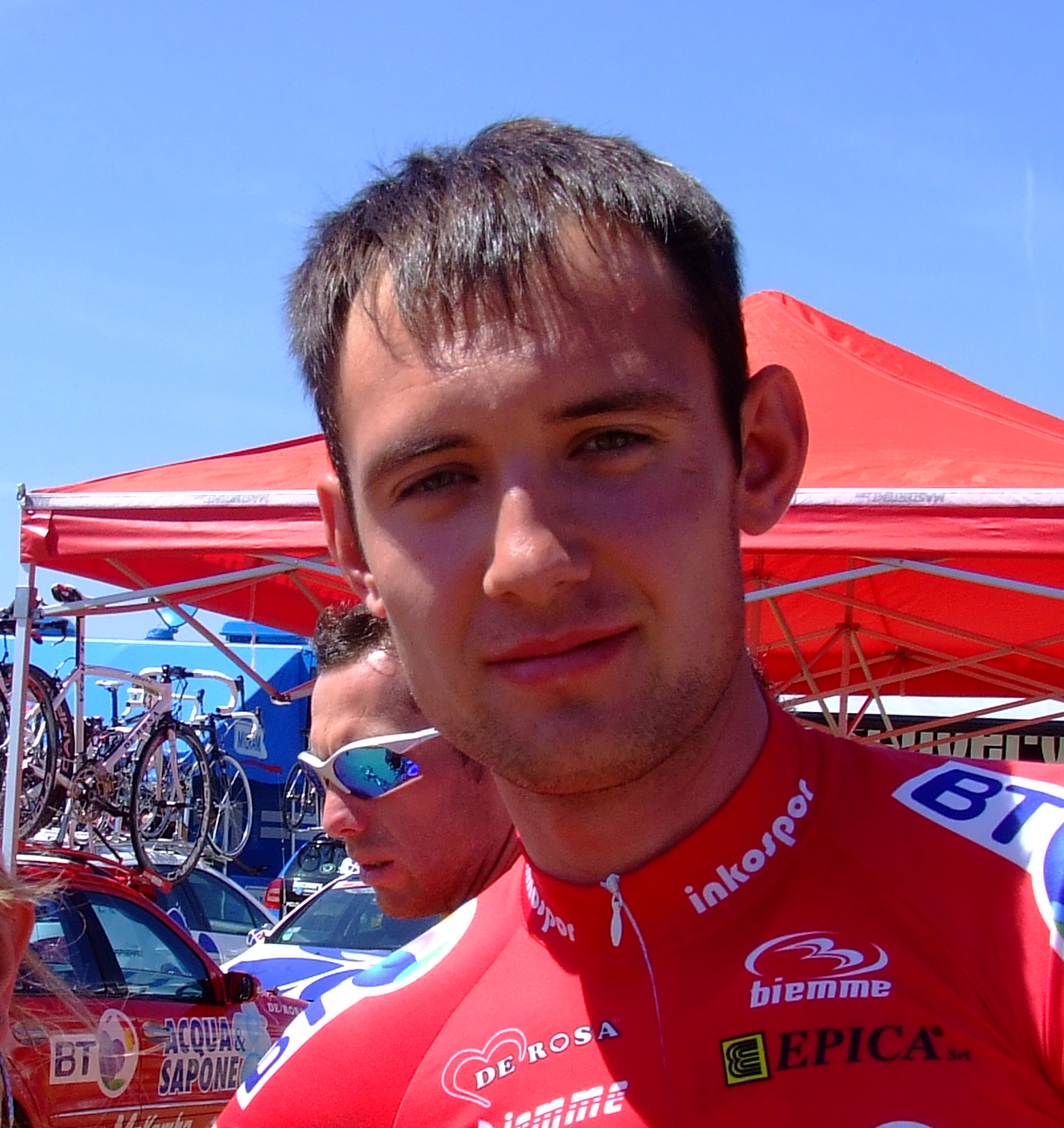
Branislaŭ Samojlaŭ

- Bronislav Kaminskij, militare russo
- Bronislau Kaper, compositore polacco naturalizzato statunitense
- Bronislovas Lubys, politico lituano
- Branislaŭ Samojlaŭ, ciclista su strada bielorusso
- Branislaŭ Taraškievič, linguista e politico bielorusso

### Varianti femminili
- Bronislava di Kamień, religiosa polacca
- Bronislava Borovičková, cestista slovacca
- Bronislava Fominična Nižinskaja, ballerina russa
- Bronisława Wajs, poetessa e cantante polacca